# Бандрівський Андрій Ігорович
Андрій Ігорович Бандрівський (нар. 9 березня 1985, Миколаїв, Львівська область) — український футболіст. Воротар «Енергетика» (Бурштин).

## Кар'єра
Вихованець миколаївського (тренер — Іван Гречкосій) і львівського (тренер — Геннадій Погорілець) футболу.
У ДЮФЛ України грав за «Автомобіліст» (Миколаїв, Львівська обл.) і «Карпати» (Львів).
На професіональному рівні дебютував наприкінці сезону 2002/03, 6 червня 2003 року в складі друголігових «Карпат-3» (Львів) в поєдинку проти «Галичини» (Дрогобич). Виступав за друголігові команди «Карпати-2» (Львів) і «Житичі» (Житомир).
Улітку 2006 року перейшов до першолігового ФК «Львів», але не зумів пробитися до основного складу. Другу половину сезону 2006/07 і першу половину сезону 2007/08 провів у клубі «Гірник» (Кривий Ріг). Навесні 2008 допоміг «Львову» посісти 2-е місце в першій лізі й вийти до прем'єр-ліги. У першій половині чемпіонату 2008/09 захищав барви друголігового «Арсенала» (Біла Церква), але не зіграв за команду жодної офіційної гри. З 2009 року грає за «Енергетик» (Бурштин) у першій лізі.